# Phytomyza athamantae
Phytomyza athamantae este o specie de muște din genul Phytomyza, familia Agromyzidae, descrisă de Erich Martin Hering în anul 1943. Conform Catalogue of Life specia Phytomyza athamantae nu are subspecii cunoscute.